# Iván Darío Jiménez Sánchez
Iván Darío Jiménez Sánchez (siglo XX, Venezuela - mayo de 2017) fue un militar venezolano.

## Biografía
Su madre fue Eduviges Sánchez de Jiménez. Alcanzó el rango de General de división en la Fuerza Aérea de Venezuela. Fue designado Ministro de la Defensa en el segundo gobierno de Carlos Andrés Pérez. El 27 de noviembre de 1992, siendo ministro, le tocó enfrentar el segundo intento de golpe de Estado de ese año. Estuvo en el cargo hasta junio de 1993.
En 1996 publicó un libro llamado Los golpes de Estado desde Castro hasta Caldera. 